# گمینا مارچینوویتسه
گمینا مارچینوویتسه (به لهستانی:  Gmina Marcinowice) یک گمینا در لهستان است که در شهرستان شویدنگتسا واقع شده‌است. گمینا مارچینوویتسه ۹۵٫۹۱ کیلومتر مربع مساحت و ۶٬۵۳۱ نفر جمعیت دارد.